# The Hard Problem
The Hard Problem è un'opera teatrale del drammaturgo britannico Tom Stoppard, andata in scena per la prima volta a Londra nel 2015. La pièce è incentrata sul  problema difficile della coscienza.

## Trama
Hilary, una studentessa universitaria, e il suo insegnante, Spike, dialogano a proposito dei parodossi che hanno incontrato mentre affrontavano i temi della coscienza, il senso morale, l'altruismo e l'amore oblativo genitoriale. I due discutono soprattutto per stabilire se le persone agiscano meccanicamente o meno, mettendo in conto i rischi e i benefici di un'azione altruistica, o se si comportino imprevedibilmente in base al loro senso morale personale. I due non sono in grado di stabilire se il comportamento umano sia il risultato di una lotta darwiniana, a volte mascherata come compassione e altruismo, o se possa essere invece il risultato di un contatto con il divino. Spike è sorpreso nello scoprire che Hilary protende per il secondo campo e che prega ogni sera prima di andare a letto. La fede di Hilary in Dio e il suo desiderio di bontà nascono dalle sue esperienze precedenti: da adolescente era rimasta incinta e aveva dato la figlia in adozione; così si è convinta che se vive una vita onesta e buona le saranno perdonati gli errori giovanili e che, se prega e confida in Dio, la vita della figlia sarà felice. Hilary si è candidata per un posto al Krohl Institute for Brain Science e, mentre attende di svolgere il colloquio, incontra Amal, che sembra condividere la sua opinione secondo cui gli uomini siano fondamentalmente interessati solo al proprio guadagno personale. Entrambi vengono assunti dal Krohl e, cinque anni dopo, Amal usa un modello statistico del mercato per predire la crisi economica del 2009. Ma lo studio di Amal non viene presentato in tempo, il Krohl subisce ingenti perdite, ed Amal diventa un paria all'interno della compagnia. Jerry Krohl, fondatore della compagnia, ha adottato una bambina di nome Cathy, della stessa età di Catherine, la bimba data in adozione da Hulary. Questo porta al nocciolo del problema difficile della coscienza, vale a dire se Catherine e Cathy siano o no la stessa persona e, se sì, qual è la probabilità che questo accadesse e, in ultimo, se ciò sia solo una coincidenza o il risultato di un intervento divino causato dalle preghiere di Hilary.
Hilary e la sua assistente Bo svolgono allora un esperimento per valutare se la compassione sia solo interesse personale simulato come una strategia evolutiva oppure se possa esistere come interesse oblativo e senza secondi fini. Per mettere alla prova la loro teoria, Hilary e Bo fanno un esperimento, che coinvolge Cathy e altri 95 bambini, per valutare la loro reazione davanti a una donna che credono stia ricevendo una scarica elettrica. I dati raccolti rivelano che i bambini più piccoli dimostrano un'innata compassione per la sconosciuta, mentre quelli più grandi sono ormai troppo abituati alla violenza per essere davvero turbati. Queste sono le conclusioni tratte da Bo, ma a loro volta esse pongono Hilary davanti a un altro problema difficile: se Bo abbia presentato questi risultati perché vuole fare felice Hilar,y confermando le sue teorie sulla generosità innata delle persone, o se lo abbia fatto perché vuole ottenere favori sessuali da Hilary validando le sue opinioni. In una conferenza a Venezia, Hilary scopre di essere allo stesso albergo di Spike, che non vede da otto anni, e i due si chiedono se questa sia stata solo una coincidenza dettata da casualità o il risultato di un disegno più grande. Quella sera, Hilary chiede a Spike di pregare con lei per la figlia, ma Spike, fedele ai suoi principi, rifiuta. Di ritorno da Venezia, Hilary organizza una festa per celebrare la pubblicazione dell'articolo che ha scritto con Bo, ma il risultato è un disastro: il cibo è stracotto, Spike si comporta sgarbatamente e Amal, il ragazzo di Bo, minimizza l'importanza dello studio. Quel che è peggio, Bo confessa a Hilary di aver falsificato i risultati dello studio per confermare le sue teorie e che lo ha fatto perché innamorata di Hilary. Hilary è distrutta nello scoprire che le sue teorie sulla naturale bontà delle persone non sono scientificamente valide, come invece sperava. Grazie alla sua connessione con Krohl, Hilary scopre che Cathy è stata adottata e che la data del suo compleanno coincide con quella della figlia Catherine. Jerry sapeva da tempo che Catherine e Cathy fossero la stessa persona e, spontaneamente, fa un gesto d'altruismo, invitando Hilary a trascorrere del tempo con la figlia. Hilary è grata della proposta, ma non pensa che sia la costa giusta da fare, soprattutto finché Cathy/Catherine è bambina.

## Storia degli allestimenti
The Hard Problem ha fatto il suo debutto al Royal National Theatre di Londra nel 2015, per la regia di Nicholas Hytner. Il coro d'attori comprendeva Olivia Vinall nella parte di Hilary e Damien Molony in quella di Spike. Il dramma ha ricevuto recensioni constrastanti: The Guardian lo ha definito stimolante, ma per il Daily Telegraph la pièce è stata una delusione.
La prima statunitense è andata in scena al Wilma Theater di Filadelfia nel febbraio 2016, con la regia di Blanka Zizka. Un'altra produzione americana è stata allestita al Court Theater di Chicago nel 2017, mentre il debutto newyorchese è avvenuto al Lincoln Center dell'Off Broadway nel 2018, per la regia di Jack O'Brien e Adelaide Clemens nella parte di Hilary.